# Dievs, svētī Latviju!
Dievs, svētī Latviju! (Déu beneeixi Letònia) és l'himne nacional de Letònia. Lletra i música de Kārlis Baumanis (Baumaņu Kārlis, 1834-1904).

## Composició
La música i la lletra van ser creades el 1873 per Kārlis Baumanis, un mestre que va formar part d'un moviment de joves nacionalistes letons. S'ha especulat que Baumanis podria haver pres part de la lletra d'una cançó popular que es cantava en sintonitzar el Déu salvi a la Reina, modificada per ells i posant la música seva. Cal destacar que les lletres originals de Baumanis eren diferents de les modernes. A la versió antiga s'utilitza el terme "Bàltic" com a sinònims de "Letònia" i "els letons", de manera que "Letònia" només es mencionava al començament de la primera estrofa. Temps després, el terme "Letònia" va ser eliminat i reemplaçat pel de "països bàltics" per evitar així la prohibició de la cançó. Això va portar la idea errònia que el terme "Letònia" no formava part de la cançó quan el 1920 va ser escollit com l'himne nacional. Quan es va adoptar de manera oficial, la paraula "Bàltic" va ser substituïda pel terme "Letònia".
Lletra en letó
Dievs, svētī Latviju, 

Mūs' dārgo tēviju, 

Svētī jel Latviju, 

Ak, svētī jel to!(repetir)
Kur latvju meitas zied,

Kur latvju dēli dzied,

Laid mums tur laimē diet,

Mūs' Latvijā! (repetir)
Traducció en català
Que Déu beneeixi Letònia,

La nostra estimada pàtria,

Et supliquem que beneïu Letònia,

Oh, et supliquem que la beneïu!
Que Déu beneeixi on canten,

les filles de Letònia,

els fills de Letònia.

Que ens balli la felicitat,

aquí a la nostra Letònia!